# Evil Invaders
Evil Invaders è il secondo album in studio del gruppo musicale thrash metal canadese Razor, pubblicato nel 1985 da Viper Records in Canada e da Roadrunner Records in Europa.

## Il disco
L'album uscì, sia in vinile che in musicassetta, a pochi mesi di distanza dell'album d'esordio e fu pubblicato per la prima volta in compact disc dalla Roadracer Records nel 1989. Il CD venne poi ristampato dalla Attic Records (detentrice del marchio Viper) nel 2002.
Nel 2014 l'etichetta Storm From The Past Records lo ripubblicò in formato LP in edizione limitata.
Per la composizione dei brani contenuti in questo lavoro, la band virò verso sonorità maggiormente tendenti al thrash metal, similmente al coevo Hell Awaits degli Slayer, rispetto alle sonorità speed metal del disco d'esordio. Le ritmiche che proposero con questo disco furono sono dunque molto veloci e i riff pesanti ed eseguiti in rapida sequenza. Lo stile vocale rimase invece lo stesso, con un timbro basso e dal tono malvagio, alternato ad urla estremamente acute.
Per la copertina dell'album si ispirarono chiaramente al film Terminator di James Cameron, infatti essa ritrae un motociclista dal volto deturpato, le cui fattezze ricordano quelle del celebre cyborg interpretato da Arnold Schwarzenegger. Per la canzone Evil Invaders venne girato un videoclip, il primo realizzato dalla band.

## Tracce
Musiche di Dave Carlo.
1. Nowhere Fast – 4:26 – (strumentale)
2. Cross Me Fool – 3:13 (testo: Stace McLaren)
3. Legacy of Doom – 3:22 (testo: Mike Campagnolo)
4. Evil Invaders – 3:49 (testo: Mike Campagnolo)
5. Iron Hammer – 3:38 (testo: Dave Carlo)
6. Instant Death – 2:57 (testo: Mike Campagnolo)
7. Cut Throat – 4:11 (testo: Stace McLaren)
8. Speed Merchants – 3:45 (testo: Mike Campagnolo)
9. Tortured Skull – 5:35 (testo: Stace McLaren)
10. Thrashdance – 3:19 (testo: Stace McLaren)

## Formazione
- Stace "Sheepdog" McLaren – voce
- Dave Carlo – chitarra
- Mike Campagnolo – basso
- Mike "M-Bro" Embro – batteria